# Gérard Gouiran
Gérard Gouiran   (Lo Ròuve, 3 de novembre de 1945 - Lo Martegue, 14 de maig de 2025) fou un occitanista i medievalista francès.

## Biografia
Va néixer en un poble proper a Marsella. Els seus pares eren occitanòfons, però no li van transmetre la llengua. A la Universitat de Marsella i a París, on va estudiar, va entrar en contacte amb la llengua i la literatura occitanes. Va exercir de professor a la Universitat Paul Valéry de Montpeller, on posteriorment va esdevenir professor emèrit. La seva recerca es va centrar en la lírica trobadoresca. La seva tesi doctoral, defensada el 1985, consistí en una edició de l’obra de Bertran de Born. També va treballar sobre Falquet de Romans. Va publicar traduccions al francès modern i reculls de poesia lírica, així com estudis sobre l’èpica romànica.
Entre les seves obres, cal esmentar Le seigneur-troubadour d'Hautefort. L'œuvre de Bertran de Born (1987). Juntament amb R. Arveiller, va coeditar L'œuvre de Falquet de Romans (1987). En el camp de l'èpica, va editar i traduir Le Roland occitan: Ronsasvals, Roland à Saragosse (1991), amb la col·laboració de R. Lafont. També va recollir i publicar les chansons de l’aube en "Et ades sera l'Alba", Angoisse de l'Aube (2005). El seu interès per la literatura occitana medieval es reflecteix igualment en els dos volums d’Études sur la littérature occitane du Moyen Âge (2016).